# Aphilodon macronyx
Aphilodon macronyx är en mångfotingart som beskrevs av Lawrence 1955. Aphilodon macronyx ingår i släktet Aphilodon och familjen Aphilodontidae. Inga underarter finns listade i Catalogue of Life.